# Taft (California)
Taft, fundada en 1910, es una ciudad ubicada en el condado de Kern en el estado estadounidense de California. En el año 2000 tenía una población de 6,400 habitantes y una densidad poblacional de 163.3 personas por km².

## Geografía
Taft se encuentra ubicada en las coordenadas 35°8′N 119°27′O / 35.133, -119.450. Según la Oficina del Censo, la ciudad tiene un área total de 39,2 km² (15,1 mi²), de la cual 39,2 km² (15,1 mi²) es tierra y 0 km² (0 mi²) (0%) es agua.

## Demografía
Según la Oficina del Censo en 2000 los ingresos medios por hogar en la localidad eran de $33,861, y los ingresos medios por familia eran $42,468. Los hombres tenían unos ingresos medios de $47,000 frente a los $26,838 para las mujeres. La renta per cápita para la localidad era de $17,564. Alrededor del 17.5% de la población estaban por debajo del umbral de pobreza.